# بلير هورن
بلير هورن (بالإنجليزية: Blair Horn)‏ (و. 1961  م) هو مجدف كندي، ولد في كيلونا، شارك في التجديف في الألعاب الأولمبية الصيفية 1984 – رجال ثمانية ‏.
.

## التعليم
تعلم في كلية الحقوق لقاعة أوسغوود ‏، وجامعة واشنطن.

## روابط خارجية
- بلير هورن على موقع الاتحاد الدولي للتجديف (الإنجليزية)
- بلير هورن على موقع اللجنة الأولمبية الدولية (الإنجليزية)
- بلير هورن على موقع أوليمبيديا (الإنجليزية)